# Аліче Франко
Аліче Франко (італ. Alice Franco, 10 лютого 1989) — італійська плавчиня.